# Puurijärvi
Puurijärvi är ett träsk i Finland. Det ligger i Kumo i landskapet Satakunta, i den sydvästra delen av landet, 180 km nordväst om huvudstaden Helsingfors.